# Марчена (вулкан)
Вулкан Марчена — щитовой вулкан на одноимённом острове, который входит в архипелаг Галапагосских островов. Вулкан был спящий несколько тысяч лет и впервые активно стал себя вести в 1991 году. После этого проявлял слабую активность. Древние извержения вулкана были сильными — это видно по пирокластическим потокам, которые до сих пор видны у моря. Площадь кальдеры вулкана одна из крупнейших по площади среди остальных островов Галапагосского архипелага. Ранние извержения показывают, что вулканическая деятельность занимала 23 % острова, особенно север и северо-западную часть острова.